# 義大利王國 (拿破崙時代)

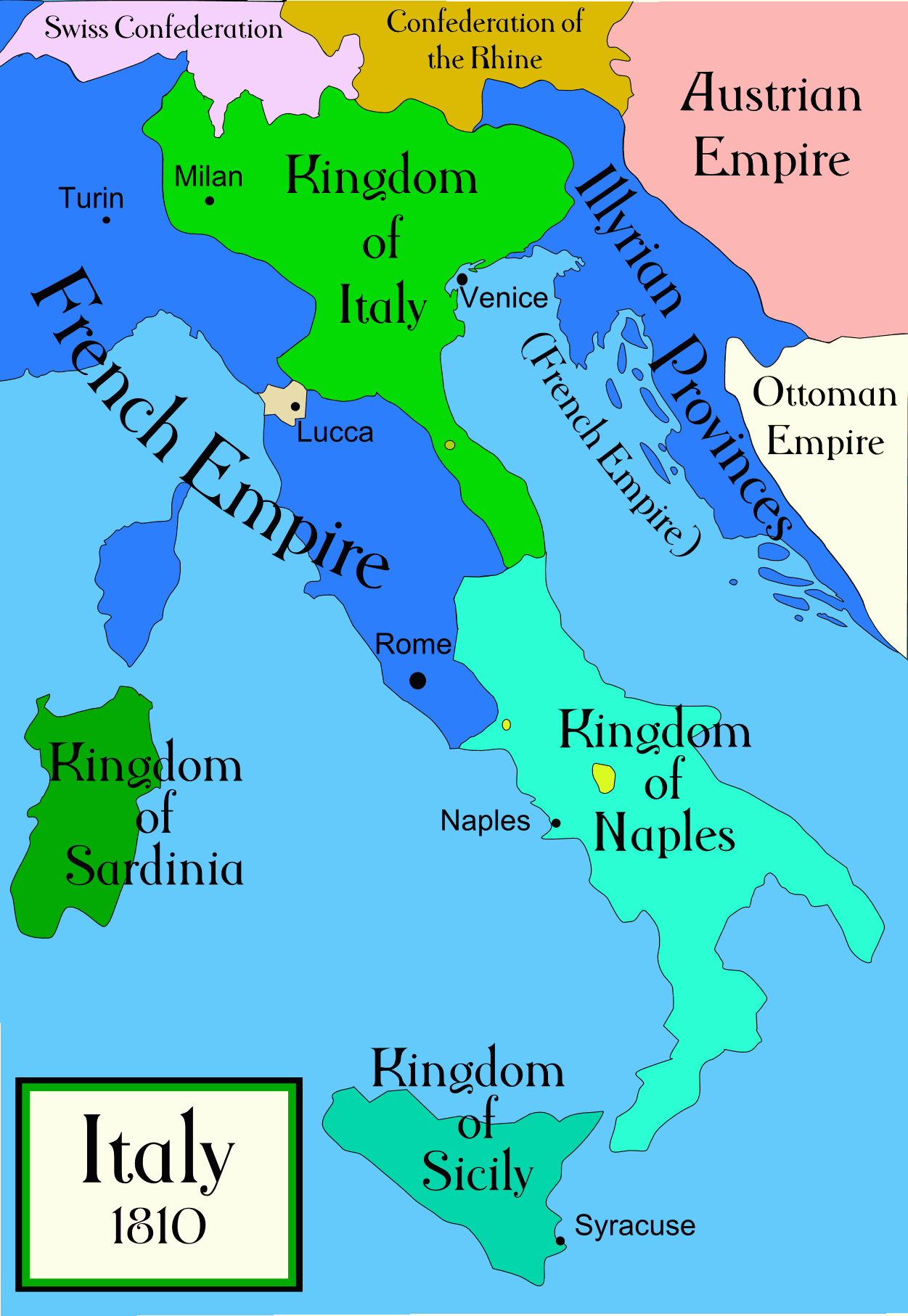
拿破崙時代的意大利半島

意大利王國（義大利語：Regno d'Italia）或简称拿破仑意大利，是意大利統一之前，在1805年到1814年期間，在現在的意大利國土上的一個已不存在的國家。由拿破崙扶植。范圍包括了今日意大利的北部及中東部地區。首都位於米蘭。
意大利王國是自意大利共和國與威尼斯統合誕生的國家。君主是拿破崙本人。隨著拿破崙在歐洲戰事上的失利，1814年4月6日，拿破崙宣布退位。隨後意大利王國滅亡。

## 宪法章程
意大利王国诞生于1805年3月17日，当时的意大利共和国（其总统是拿破仑·波拿巴）成为了意大利王国，拿破仑一世成为了新任意大利国王，他24岁的继子欧仁·德·博阿尔内成为了他的总督。5月23日，拿破仑一世在米兰大教堂加冕，头戴伦巴第铁冠。他的头衔是 “法兰西皇帝和意大利国王”（法语：Empereur des Français et Roi d'Italie，意大利语：Imperatore dei Francesi e Re d'Italia），显示了这个意大利王国对他的重要性。
尽管共和宪法从未被正式废除，但一系列宪法法规却彻底改变了它。第一部在王国诞生两天后的3月19日颁布，当时协商会议宣布拿破仑一世为国王，并规定一旦拿破仑战争结束，他的一个亲生儿子或养子将继承他的王位，一旦分开，两个王位将保持分离。第二个协商会议于3月29日召开，对摄政、王国大官和宣誓进行了规定。